# Różaniec do Granic
Różaniec do Granic, Różaniec do Granic Nieba – wydarzenia modlitewne oparte na różańcu zorganizowane w 2017 i 2020 r. Modlitwę zorganizowała grupa świeckich katolików skupionych wokół Fundacji Solo Dios Basta, która powstała w czerwcu 2015 r. z inicjatywy Macieja Bodasińskiego i Lecha Dokowicza.

## Geneza
Inicjatorzy akcji, skupieni wokół Fundacji Solo Dios Basta, znani byli ze zorganizowania wcześniej wydarzenia o nazwie „Wielka Pokuta”. Sukces tego wydarzenia zachęcił ich do podobnych inicjatyw. Wybrano datę 7 października 2017 w liturgiczne wspomnienie Najświętszej Maryi Panny Różańcowej i jednocześnie na zakończenie obchodów 100. rocznicy objawień fatimskich.
25 sierpnia 2017 r. podczas obrad Rady Biskupów Diecezjalnych na Jasnej Górze Maciej Bodasiński oraz Lech Dokowicz z Fundacji Solo Dios Basta przedstawili plan wydarzenia o nazwie Różaniec Do Granic. Abp Stanisław Gądecki, przewodniczący Konferencji Episkopatu Polski, zdecydował o poinformowaniu przez Episkopat wszystkich parafii w Polsce o mającej się odbyć wielkiej modlitwie różańcowej na granicach w dniu 7 października.

## Różaniec do Granic w 2017 roku
Pierwsze wydarzenie pod nazwą Różaniec do Granic odbyło się 7 października 2017 r. w Święto Matki Bożej Różańcowej. Celem wydarzenia było odmówienie modlitwy różańcowej głównie na terenach przygranicznych Polski. W tym celu uczestnicy wybierali jeden z 320 kościołów i gromadzili się na wspólnej modlitwie. Następnie udawali się na tereny przygraniczne. Wydarzenie to odbyło się także wewnątrz kraju (m.in. w kaplicach położonych na obszarze polskich portów lotniczych) oraz poza jego granicami (przede wszystkim w Europie i Stanach Zjednoczonych). Liczba osób biorących w akcji liczyła od kilkunastu do kilku tysięcy w zależności od wybranego kościoła. Bucholc powołując się na organizatorów akcji podaję liczbę miliona osób uczestniczących w tym wydarzeniu. Uczestnicy Różańca do Granic w 2017 roku chcieli okazać wierność i posłuszeństwo Matce Bożej, przeprosić i wynagrodzić „za wszelkie bluźnierstwa, zniewagi przeciw Niepokalanemu Sercu Najświętszej Maryi Panny”, a także „błagać przez wstawiennictwo Matki Bożej o ratunek dla Polski i świata”.
Różaniec do Granic zorganizowany w 2017 r. stał się inspiracją dla podobnych inicjatyw w innych krajach. We Włoszech analogiczną akcję przeprowadzono już 13 października 2017 r., w setną rocznicę Cudu Słońca, który miał miejsce w ostatnim dniu objawień fatimskich. Wydarzenia modlitewne zainspirowane Różańcem do Granic przeprowadzono także m.in. w Wielkiej Brytanii, Irlandii, Stanach Zjednoczonych, krajach Ameryki Południowej i Środkowej oraz Australii. W Stanach Zjednoczonych akcja odbyła się pod hasłem Różaniec na wybrzeżach i granicach, w Wielkiej Brytanii – Różaniec na Wybrzeżu, a w Australii – Oz Rosary #53.
Część komentatorów podejrzewała, że akcja ma w istocie wydźwięk islamofobiczny (wskazywano, że 7 października to rocznica bitwy pod Lepanto) oraz stanowi formę poparcia dla nieprzyjmowania migrantów przez polski rząd. Choć organizatorzy zaprzeczali tym oskarżeniom, to podobne motywacje zdradzali niektórzy uczestnicy.

## Różaniec do Granic Nieba w 2020 roku
Druga odsłona akcji, tym razem pod nazwą Różaniec do Granic Nieba, rozpoczęła się 1 listopada 2020 r. w Uroczystość Wszystkich Świętych. Celem wydarzenia było odmawianie codziennie przez pierwsze osiem dni listopada modlitwy różańcowej oraz pozostałych modlitw (modlitwy do Boga Ojca, dzieci nienarodzonych oraz Psalmu 51) w kościołach, prywatnych domach, a także w innych miejscach w trzech intencjach:
1. Pokuty za wszystkie grzechy aborcji dokonane w Polsce
2. Prośby do dusz czyśćcowych o modlitwę oraz ofiarowania odpustów przez uczestników wydarzenia
3. Przeproszenia dzieci nienarodzonych oraz przejęcia ich do rodzin osób modlących się za nie, a także proszenia dzieci nienarodzonych o modlitwę za uczestników Różańca do Granic Nieba[17].

Różaniec do Granic Nieba w 2020 roku objął swoim zasięgiem nie tylko Polskę, ale także inne kraje na świecie m.in. Wielką Brytanię, Niemcy, Stany Zjednoczone. Wydarzenie odbywało się w ponad 15 tys. miejsc (w tym kościołach, hospicjach, szpitalach, zakładach karnych, przy przydrożnych kapliczkach).
Akcja Różaniec do Granic Nieba została wsparta przez papieża Franciszka.

## Różaniec do Granic Czasu w 2020 roku
Kolejne inicjatywa modlitewna Fundacji Solo Dios Basta pod nazwą Różaniec do Granic Czasu, zaplanowana na 31 grudnia 2020 r. została stanowczo skrytykowana przez Radę Stałą Konferencji Episkopatu Polski, która oficjalnie odradziła katolikom udział w wydarzeniu.
Organizatorzy akcji Różaniec do Granic Czasu po krytyce KEP zmienili program wydarzenia. Zaapelowali również „o przyjęcie stanowiska księży biskupów z pokojem i pokorą”.